# Journals (álbum de Justin Bieber)
Journals (también conocido como Complete My Journals) es el segundo álbum recopilatorio del cantautor canadiense Justin Bieber, publicado el 23 de diciembre de 2013  bajo el sello discográfico Island Records. Una campaña de descarga digital de diez semanas titulado "Music Monday", en el cual una canción nueva era lanzada cada lunes en la noche, fue desarrollada entre el 7 de octubre de 2013 al 9 de diciembre de 2013. Journals incluye cinco canciones no lanzadas previamente en adición a los 10 lanzamientos de lunes.

## Lanzamiento y promoción
El 3 de octubre de 2013 Bieber anunció que lanzaría una nueva canción cada lunes durante 10 semanas, que llevaron al estreno de su película Believe, l estando disponible por una semana durante la Navidad del mismo año. La primera canción publicada durante los "Music Mondays", tal cual había anunciado Bieber en los diarios semanales fue "Heartbreaker", la cual se publicó el 7 octubre de ese mismo año también, mientras que el último sencillo "Confident" fue liberado el 9 de diciembre precedido por "Change Me", siendo puesto a la venta en ITunes el 2 de diciembre.
El 9 de diciembre de 2013, Justin anunció que los diez lanzamientos del Music Mondays vendrían acompañados de cinco canciones adicionales en una compilación titulada "Complete My Journals". Aunque el álbum inicialmente iba a ser lanzado el 16 de diciembre de 2013, la fecha fue pospuesta una semana al 23 de diciembre, mientras que Bieber intentaba incluir una canción más al álbum. Aunque no aparece en el tracklist oficial del álbum, el "bonus track "Flatline" está disponible para libre descarga en iTunes Store.
Journals estará disponible en ITunes hasta el 2 de diciembre de 2013, y todas las canciones (16 en total) estarán disponibles para compra individual después.

## Composición
Buscando campo para promover la transición hacia estilos orientados a adultos, el álbum cuenta con prominentes elementos de R&B. Como productor ejecutivo, junto colaboradores como Rodney Jerkins, Maejor Ali, Chance the Rapper y R. Kelly para trabajar en el proyecto. El sonoro digital cuenta con 7 de 10 sencillos R&B compuestos por Bieber, junto con otras tres aportaciones de Poo Bear en el rol de productor y compositor.

## Recepción crítica
Journals recibió críticas poco entusiastas, y la mayoría de los críticos musicales destacaron su crecimiento artístico. En una crítica positiva, Mikael Wood, de Los Angeles Times, alabó las "melodías que recogen su reputación en evolución con sorprendente franqueza", así como el hecho de que "utilice esa voz para enfrentarse frontalmente al incómodo proceso de envejecer en público". También calificó el álbum como "un momento de vuelta a Jesús que no tiene nada que ver con la Navidad"." Jim Farber, de New York Daily News', señaló que Journals "tiene una cohesión que no era evidente en los tres CD de estudio anteriores de Bieb", al tiempo que elogió el álbum por "encontrar una energía en la personalidad cada vez más profunda de Bieber" y la música que "lo encuentra más plenamente comprometido". " Aimee Cliff escribió para Fact que el álbum es "un logro rotundo" y "triunfa en todo momento con su arma secreta: la sutileza," mientras que Brandon Soderberg de Spin lo calificó como "una colección cohesiva y bien ritmada de R&B narcótico," afirmando que la "elegancia del álbum se transmite a través de elecciones de producción más densas y el ingenioso canturreo de nuestro anfitrión. " Ben Rayner de Toronto Star aplaudió la voz de Bieber, calificándola de "lo suficientemente bien adaptada al material como para que casi pueda vender su nuevo personaje". Rayner también reconoció que "las melodías son a menudo sorprendentemente interesantes desde el punto de vista de la producción", sin embargo señaló que "hay demasiado de lo mismo".
Niko John, de Absolute Punk, llegó a escribir que "Journals es sin duda su mejor trabajo hasta la fecha y muestra un lado más maduro y sexual de la estrella canadiense del pop. Sin embargo, es un experimento que a veces funciona y otras da la sensación de que Bieber se esfuerza demasiado por deshacerse de su imagen de chico". Sandeep Singh de Verdens Gang escribió que Journals no es "ni un diario profundo ni el álbum de estudio que podría haber sido [. ...] Pero esto es sin duda lo mejor que Bieber ha burbujeado hasta ahora." Alison Stewart de The Washington Post ofreció una perspectiva negativa sobre el proyecto, escribiendo que "Justin Bieber termina un mal año con un mal álbum. " En su crítica escrita para el Milwaukee Journal Sentinel, Piet Levy escribió que Bieber es "menos un niño ansioso que un adulto seguro de sí mismo, aunque cuando las insinuaciones planas de Bieber se yuxtaponen con la experimentada estrella de R&B R. Kelly en "PYD", queda claro que, como intérprete, aún le queda mucho por madurar."

## Lista de canciones
| Journals track listing |                                     |                |          |  |
| N.º                    | Título                              | Producer(s)    | Duración |  |
| 1.                     | «Heartbreaker»                      | Bieber         | 4:21     |  |
| 2.                     | «All That Matters»                  | Bieber         | 3:08     |  |
| 3.                     | «Hold Tight»                        | The Audibles   | 4:15     |  |
| 4.                     | «Recovery»                          | The Audibles   | 3:00     |  |
| 5.                     | «Bad Day»                           | The Audibles   | 2:26     |  |
| 6.                     | «All Bad»                           | Harris         | 3:01     |  |
| 7.                     | «PYD» (con R. Kelly)                | Sirota         | 5:17     |  |
| 8.                     | «Roller Coaster»                    | Darkchild      | 3:20     |  |
| 9.                     | «Change Me»                         | Harris         | 2:43     |  |
| 10.                    | «Confident» (con Chance the Rapper) | Soundz         | 4:07     |  |
| 11.                    | «One Life»                          | Maejor Ali     | 4:02     |  |
| 12.                    | «Backpack» (con Lil Wayne)          | The Messengers | 4:11     |  |
| 13.                    | «What's Hatnin'» (con Future)       | Soundz         | 3:28     |  |
| 14.                    | «Swap It Out»                       | The Audibles   | 4:01     |  |
| 15.                    | «Memphis» (con Big Sean)            | Diplo          | 3:43     |  |
| 55:03                  |                                     |                |          |  |

| Journals — Spotify edition bonus track |            |             |          |  |
| N.º                                    | Título     | Producer(s) | Duración |  |
| 16.                                    | «Flatline» | Soundz      | 3:39     |  |
| 58:43                                  |            |             |          |  |

| Journals — Amazon Music edition |        |          |  |
| N.º                             | Título | Duración |  |
| 58:43                           |        |          |  |

| Journals — iTunes Store edition (bonus videos) |                                        |          |  |
| N.º                                            | Título                                 | Duración |  |
| 16.                                            | «All That Matters» (music video)       | 3:40     |  |
| 17.                                            | «Believe»                              | 2:23     |  |
| 18.                                            | «Guatemala Pencils of Promise Journal» | 3:02     |  |
| 64:08                                          |                                        |          |  |